# Jun Mizutani
Jun Mizutani (jap. 水谷隼 Mizutani Jun; ur. 9 czerwca 1989 w Iwace, w prefekturze Shizuoka) – japoński tenisista stołowy, pięciokrotnie brązowy medalista mistrzostw świata, dwukrotny mistrz i wicemistrz świata juniorów.
Największym sukcesem zawodnika jest brązowy medal mistrzostw świata w 2009 roku w Jokohamie w deblu (w parze z Seiya Kishikawą) oraz brązowy medal drużynowych mistrzostw świata zdobyty rok wcześniej w Guangzhou. Startował w igrzyskach olimpijskich w Pekinie, zajmując wraz z kolegami w turnieju drużynowym 5. miejsce.
Startując w mistrzostwach świata juniorów w Linzu w 2005 został wicemistrzem świata w grze pojedynczej, brązowym medalistą w grze podwójnej i mistrzem drużynowo. Rok wcześniej w Kobe zdobył mistrzostwo świata juniorów w deblu.
Wygrana w turnieju finałowym ITTF Pro Tour 2010.
- Miejsce w światowym rankingu ITTF: 14 (stan na luty 2018)[1]